# De Dam (waterschap)
De Dam is een voormalig waterschap in de Nederlandse provincie Groningen.
Het waterschap was opgericht om de dam in het Pekelderdiep op de grens van de toenmalige gemeenten Nieuwe Pekela en Wildervank op te ruimen, omdat deze als gevolg van de bouw van een schutsluis overbodig was geworden.
Het schap was er slechts met één doel: het inzamelen van gelden en het uitvoeren van het werk. Zodra dit was uitgevoerd, werd het schap opgeheven. Deze door de provincie bedachte kunstgreep werd indertijd wel meer uitgevoerd. Tegenwoordig worden dit soort werken uit algemene middelen bekostigd. Toen werd ervan uitgegaan dat het belang voor slechts voor een beperkte groep eigenaren gold.
Waterstaatkundig gezien ligt het gebied sinds 2000 binnen dat van het waterschap Hunze en Aa's.